# Biscutella atropurpurea
Biscutella atropurpurea är en korsblommig växtart som beskrevs av Gonzalo Mateo och Ramón Figuerola. Biscutella atropurpurea ingår i släktet Biscutella och familjen korsblommiga växter. Inga underarter finns listade i Catalogue of Life.